# Jerzy Karol Ablewicz
Jerzy Karol Ablewicz (* 1. November 1919 in Krosno, Polen; † 31. März 1990 in Tarnów) war Bischof von Tarnów.

## Leben
Der Beamtensohn besuchte die Realschule in Krosno. Nach dem Abitur studierte er 1937 Theologie in Przemyśl und wurde am 5. März 1943 von Bischof Franciszek Barda zum Priester geweiht. Nach einigen Jahren in der Gemeindepastoral nahm er ein Studium der Philosophie an der Katholischen Universität Lublin auf und promovierte 1949. Er wurde Präfekt im Priesterseminar in Przemyśl und Promotor in anstehenden Seligsprechungsprozessen der Diözese.
Papst Johannes XXIII. ernannte ihn am 26. Februar 1962 zum Bischof von Tarnów. Konsekriert wurde er vom Erzbischof von Lemberg Eugeniusz Baziak; Mitkonsekratoren waren Franciszek Barda, der ihn schon zum Priester weihte, und Karol Pękala, Weihbischof in Tarnów. 
Als Bischof von Tarnów förderte er die Priesteraus- und weiterbildung. Ein besonderes Anliegen war ihm die Missionsarbeit in Afrika und Südamerika. In Rom war er Mitglied der Kongregation für die Selig- und Heiligsprechungsprozesse, in der polnischen Bischofskonferenz leitete er Pastoralkommission. Er nahm an der ersten und vierten Sitzung des II. Vaticanums teil. Auf seiner Pastoralreise 1987 nach Polen besuchte Papst Johannes Paul II. am 10. Juni 1987 auch Tarnów. Bei dieser Gelegenheit verlieh er Jerzy Karol Ablewicz den päpstlichen Ehrentitel „Erzbischof pro hac vice“.
Seine letzte Ruhestätte fand er in der Krypta der Kathedrale von Tarnów.